# Waldenburg, Sachsen
Waldenburg, Sachsen är en stad i Landkreis Zwickau i förbundslandet Sachsen i Tyskland. Staden har cirka 3 900 invånare.
Kommunen ingår i förvaltningsområdet Waldenburg tillsammans med kommunerna Oberwiera och Remse.